# Hydrellia formosa
Hydrellia formosa är en tvåvingeart som beskrevs av Friedrich Hermann Loew 1861. Hydrellia formosa ingår i släktet Hydrellia och familjen vattenflugor. Inga underarter finns listade i Catalogue of Life.